# Cortes de Pallás
Cortes de Pallás – gmina w Hiszpanii, w prowincji Walencja, we wspólnocie autonomicznej Walencja, o powierzchni 233,01 km². W 2011 roku liczyła 1000 mieszkańców.